# Feeld
Feeld (précédemment 3nder) est une application de rencontre en ligne pour iOS et Android, basée sur la géolocalisation, qui facilite la communication entre les personnes intéressées par le sexe occasionnel, le polyamour, la sexualité kinky, l'échangisme et d'autres préférences sexuelles alternatives, par exemple avoir plusieurs partenaires à la fois,,. 

## Historique
Feeld est développé par Feeld Ltd., une start-up basée à Londres fondée en 2014 par le designer d'origine bulgare Dimo Trifonov,,.
3nder a été lancé au Royaume-Uni en juillet 2014 et aux États-Unis en 2015,. Au 1er août 2016, il avait enregistré plus de 1,6 million de téléchargements sur iOS et ses utilisateurs effectuaient 10 millions de connexions par mois. Une mise à jour majeure de l'interface a été publiée en décembre 2017.
Dimo Trifonov a conçu l'application après que sa partenaire Ana Kirova lui ait confié qu'elle avait des sentiments pour d'autres personnes,. Il lance l'application en juin 2014 au Royaume-Uni sous le nom de 3nder.
En mai 2016, il a été annoncé que la société mère de Tinder, Match Group (qui fait partie d'IAC), avait intenté une action en justice contre 3nder, alléguant une contrefaçon de marque : en anglais, le mot 3nder se prononce « three-nder », un jeu de mots proche de Tinder. En août 2016, l'application a été renommée Feeld,.

## Fonctionnement
L'application de base est gratuite pour correspondre et envoyer des messages avec d'autres membres. Des fonctions payantes peuvent être acquises pour obtenir des fonctions supplémentaires.
L'utilisateur se connecte discrètement à l'application en utilisant son adresse e-mail, Connexion avec Apple, ou Facebook. Les membres peuvent associer leurs comptes à celui de leur partenaire, et ainsi apparaître en tant que couple.
L'application fait défiler les profiles d'autres utilisateurs selon les critères choisis par l'utilisateur, tels que le choix entre célibataires ou couples, la zone géographique, l'âge et les préférences sexuelles. L'application propose un choix de 20 sexualités et 19 identités de genre.
Like ou Dislike indiquent un intérêt ou un désintérêt pour le profil d'un autre membre. Option rare pour les applications de rencontres, les utilisateurs peuvent décider de «passer» un profil pour faire un choix plus tard. Lorsque deux utilisateurs sont réciproquement intéressés, ils deviennent des «Contacts», et peuvent commencer à échanger des messages.
D'après une critique du New York Times, plus d'un tiers des utilisateurs utilisent l'application avec un partenaire, et 45% se définissent comme autrement qu'hétérosexuel.